# Henrique N'zita Tiago
Henrique N'zita Tiago (14 de julho de 1927 - 3 de junho de 2016) foi comandante das Forças Armadas de Cabinda, grupo guerrilheiro paramilitar que luta pela independência de Cabinda, em Angola. Ele morreu em Paris em 3 de junho de 2016. Foi avisado que Tiago foi enterrado em França.

## Biografia

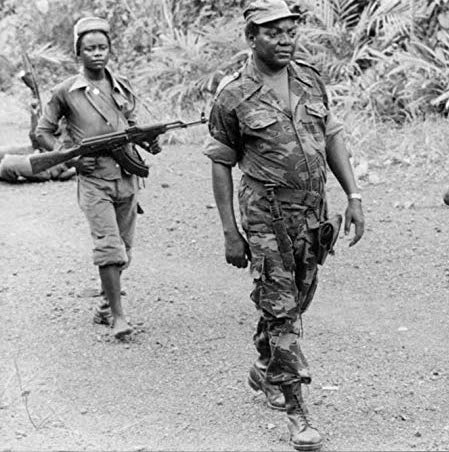
N'zita em Cabinda, 1978

Nasceu a 14 de julho de 1927, na missão de São Jose de Luali na região de Cacongo, na localidade de Dinge ou em Mboma Lubinda, Cabinda, no seio de uma família modesta.
Em 1963, foi cofundador da Frente para a Libertação do Enclave de Cabinda (FLEC), uma organização política que lutava, à atura, contra o domínio colonial português. Por fazer parte da FLEC, foi preso em 1970 pela PIDE. Cumpriu pena na Cadeia de São Nicolau, em Bentiaba. Foi libertado em 1974, abriu um escritório da FLEC na cidade de Cabinda, e um ano mais tarde, foi nomeado presidente da FLEC.
Ao saber que o governo português estava planejando incluir Cabinda como parte de Angola, N'zita iniciou um conflito armado contra grupos armados pró-independência de Angola. A sua posição intransigente nas negociações sobre a condição de Cabinda, optando unicamente por meios militares, fez com que a FLEC se fragmentasse em diferentes facções.
Foi para o exílio na França. N'zita morreu em Paris em 3 de junho de 2016. Seu funeral foi em 10 de junho. Após a sua morte, o seu filho, Emmanuel N'zita, sucedeu-o alguns dias depois como comandante das Forças Armadas de Cabinda.